# Partit dels Socialistes Europeus
El Partit dels Socialistes Europeus (PSE) és un partit polític europeu de centreesquerra i proeuropeu. Va ser fundat en 1992 pels partits que formaven la Confederació dels Partits Socialistes de la Comunitat Europea, creada en 1973. El 14 d'octubre de 2022 el partit va elegir com a president a l'exprimer ministre de Suècia Stefan Löfven.
Tots els seus membres formen part del Grup de l'Aliança Progressista de Socialistes i Demòcrates, on són el segon grup des de 1999. El partit es present a la Comissió Europea, el Consell Europeu i al Comitè Europeu de les Regions, així com a les assemblees parlamentàries del Consell d'Europa, on es el principal grup, de l'Organització per a la Seguretat i la Cooperació a Europa (OSCE) i de l'Organització del Tractat de l'Atlàntic Nord (OTAN).
El Partit dels Socialistes Europeus inclou partits tan importants com el Partit Socialista Obrer Espanyol d'Espanya, el Partit Socialdemòcrata de Finlàndia, els Socialdemòcrates de Dinamarca, el Partit Socialdemòcrata de Suècia o el Partit Socialista de Portugal.

## Història

### La Confederació dels Partits Socialistes de la Comunitat Europea

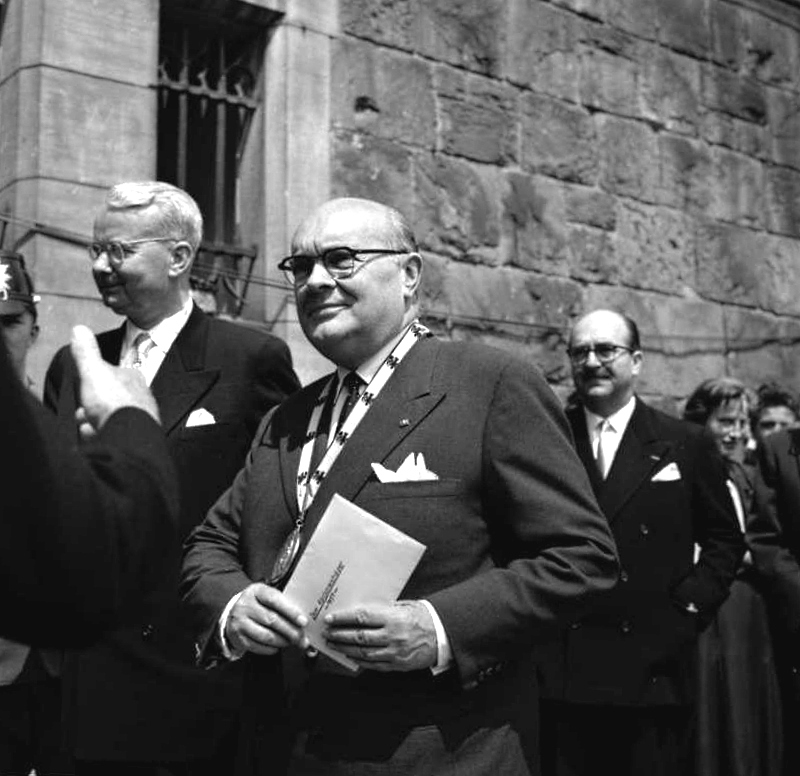
Paul Henri Spaak, primer president de l'Assemblea Comuna.

El 1952 es fundà el Grup Socialista al Parlament Europeu (que es deia Assemblea Comuna de la Comunitat Europea del Carbó i l'Acer), i es va escollir al socialista Paul Henri Spaak com a president de l'Assemblea Comuna i Guy Mollet, fou el primer president del grup al parlament. El 1961, els diversos partits socialistes van intentar produir un "programa socialista europeu" comú, però això es va descartar a causa de la sol·licitud del Regne Unit, Dinamarca, Irlanda i Noruega d'adherir-se a la Comunitat Europea. El Congrés dels Socialistes de 1962 va impulsar una major democratització i poders per al Parlament, encara que només el 1969 aquesta possibilitat va ser examinada pels estats membres.
En 1973, Dinamarca, Irlanda i el Regne Unit es van incorporar a la Comunitat Europea, amb nous partits d'aquests països. El Congrés Socialista ampliat es va reunir a Bonn (Alemanya) i va inaugurar la 'Confederació dels Partits Socialistes de la Comunitat Europea'. El Congrés també va aprovar una resolució sobre la política social, incloent-hi el dret al treball digne, la seguretat social, la democràcia i la igualtat a l'economia europea.
El 1978, la Confederació de Partits Socialistes va aprovar el primer Manifest de les eleccions europees i es va centrar en diversos objectius entre els quals els més importants eren garantir el dret al treball digne, lluitar contra la contaminació, posar fi a la discriminació, protegir el consumidor i promoure la pau, els drets humans i les llibertats civils.
A inicis de la dècada dels vuitanta, al seu Congrés de Luxemburg de 1980, la Confederació de Partits Socialistes va aprovar el seu primer Estatut i amb la incorporació d'Espanya, Portugal i Grècia a la Comunitat Europea, va augmentar el nombre de membres. En 1984, un manifest electoral socialista comú va proposar un remei socialista per a la crisi econòmica de l'època mitjançant l'establiment d'un vincle entre la producció industrial, la protecció de les prestacions socials fonamentals i la lluita per una millor qualitat de vida.

### Creació del Partit dels Socialistes Europeus

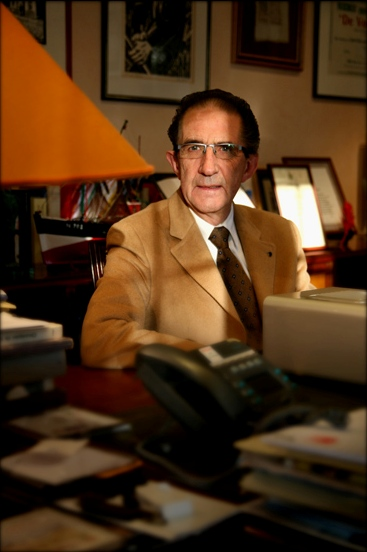
Willy Claes, primer president del Partit dels Socialistes Europeus.

En 1992, amb la Comunitat Europea convertint-se en la Unió Europea i amb el Tractat de Maastricht establint el marc per als partits polítics a escala europea, la Confederació de Partits Socialistes Europeus va votar per transformar-se en el Partit dels Socialistes Europeus. El primer programa del partit es va centrar en la creació d'ocupació, la democràcia, la igualtat de gènere, la protecció del medi ambient i del consumidor, la pau i la seguretat, la regulació de la immigració, el desànim del racisme i la lluita contra la delinqüència organitzada.
Els membres fundadors del Partit van ser el Partit Socialdemòcrata d'Alemanya, el Partit Socialdemòcrata d'Àustria, el Partit Socialista i el Partit Socialista Anders de Bèlgica, els Socialdemòcrates de Dinamarca, el Partit Socialista Obrer Espanyol d'Espanya, el Partit Socialista de França, el Moviment Socialista Panhel·lènic de Grècia, el Partit Laborista d'Irlanda, el Partit Socialista Democràtic Italià, el Partit Socialista Italià i el Partit Democràtic de l'Esquerra d'Itàlia, el Partit Socialista dels Treballadors de Luxemburg, el Partit del Treball dels Països Baixos, el Partit Socialista de Portugal, el Partit Laborista i el Partit Socialdemòcrata i Laborista del Regne Unit i el Partit Socialdemòcrata de Suècia.
El primer president del PSE va ser el belga Willy Claes que només va estar uns mesos al capdavant del partit, sent substituït per l'alemany Rudolf Scharping. El PSE, com els altres europartits continuava sent una estructura feble, inoperant com una força política real. En 2001 el britànic Robin Cook va rellevar Scharping al capdavant del partit.
L'any 2004, el danès Poul Nyrup Rasmussen va derrotar a l'italià Giuliano Amato per ser elegit president del Partit dels Socialistes Europeus, succeint Robin Cook en el càrrec amb l'objectiu de convertir el PSE un veritable partit europeu. Va ser reelegit per dos anys més al Congrés del PSE a Porto el 8 de desembre de 2006 i novament al Congrés de Praga el 2009.

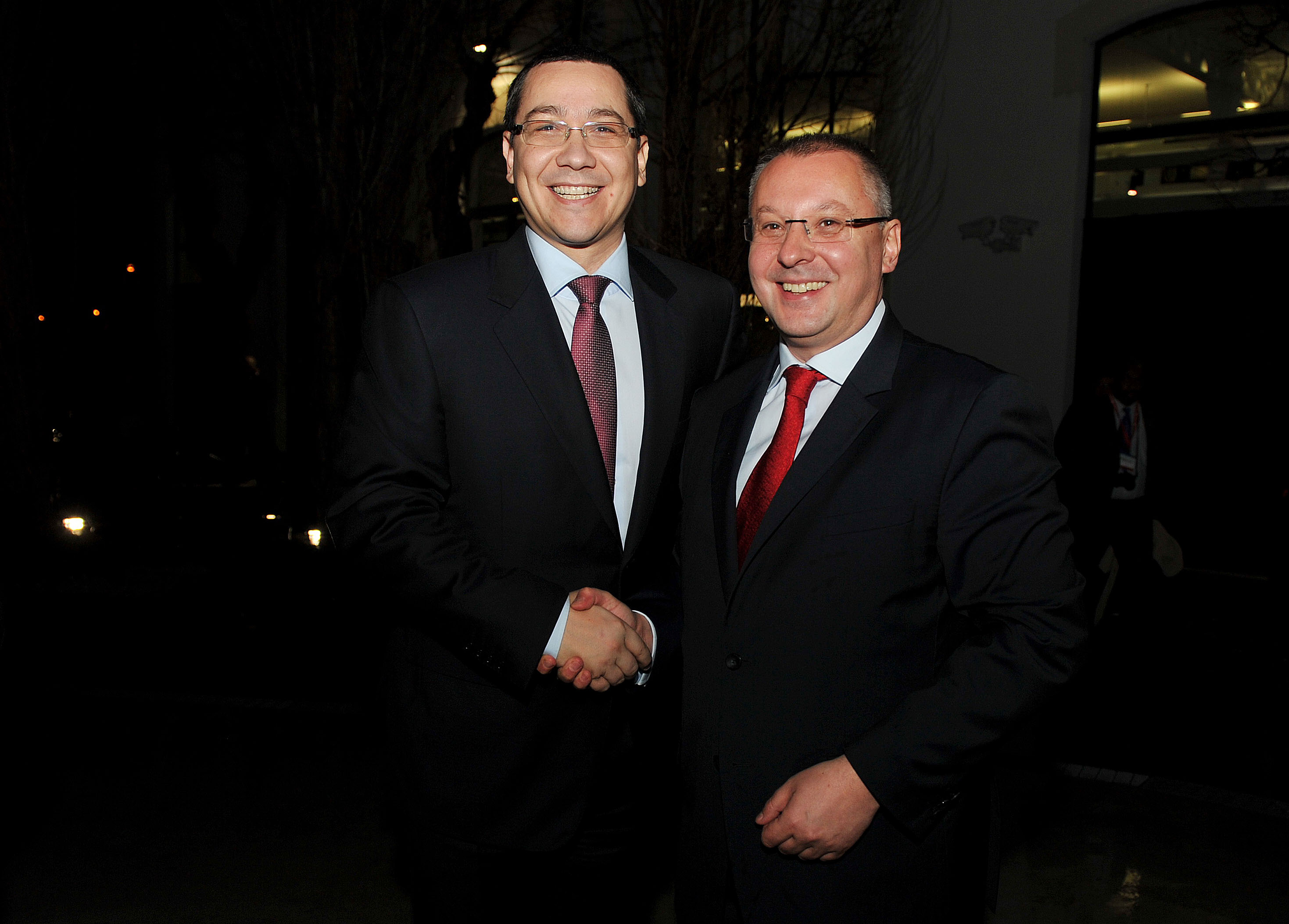
Serguei Staníxev i Victor Ponta a la recepció del congrés del PSE de 2014.

El 2010, la Fundació d'Estudis Progressistes Europeus va ser creada com la fundació política (laboratori d'idees) del PSE. Un any més tard, Poul Nyrup Rasmussen va dimitir a la Convenció Progressista del Partit dels Socialistes Europeus a Brussel·les el 24 de novembre de 2011, i va ser substituit, com a president interí, per Serguei Staníxev, llavors president del Partit Socialista Búlgar i exprimer ministre de Bulgària.
El 28 i 29 de setembre de 2012, el Congrés del PSE a Brussel·les va elegir el president interí Serguei Stanishev com a president de ple dret, així com el francès Jean-Christophe Cambadélis, com a primer vicepresident, i l'espanyola Elena Valenciano, el britànic Jan Royall i l'eslovaca Katarína Neveďalová com a vicepresidents. El mateix Congrés va elegir Achim Post com el seu nou secretari general, i va adoptar un procés que va descriure com "democràtiques i transparents" per elegir el seu candidat a president de la Comissió Europea per les eleccions europees de 2014.
Serguei Stanishev va ser reelegit president del Partit dels Socialistes Europeus els dies 22 i 23 de juny de 2015 a Budapest. El Congrés també va confirmar Achim Post (SPD) com a secretari general, així com els quatre vicepresidents d'aquell moment: Jean-Christophe Cambadélis, Jan Royall, Katarína Neveďalová i la sueca Carin Jämtin.
El 7 i 8 de desembre de 2019, el Congrés del PSE es va reunir a Lisboa per elegir el seu lideratge. Serguei Staníxev va ser confirmat, una vegada més, com a president del partit i Achim Post (SPD) com a secretari general. L'espanyola Iratxe García va ser elegida per ser la primera vicepresidenta del PSE i el portuguès Francisco André, l'eslovaca Katarína Neveďalová i la sueca Marita Ulvskog van ser elegits com a vicepresidents. El 14 d'octubre de 2022 el partit va elegir com a president a l'exprimer ministre de Suècia Stefan Löfven.
El partit va designar el luxemburguès Nicolas Schmit com a candidat a presidir la Comissió Europea a les eleccions al Parlament Europeu de 2024, que finalment renovà la conservadora Ursula von der Leyen.

## Líders històrics
Des de la seva constitució com a Confederació, el Partit dels Socialistes Europeus ha tingut deu presidents:
| President | President            | Partit polític                                  | Mandat                 | Mandat                 |
| --------- | -------------------- | ----------------------------------------------- | ---------------------- | ---------------------- |
|           | Wilhelm Dröscher     | Partit Socialdemòcrata d'Alemanya · ( Alemanya) | Abril de 1974          | Gener de 1979          |
|           | Robert Pontillon     | Partit Socialista · ( França)                   | Gener de 1979          | Març de 1980           |
|           | Joop den Uyl         | Partit del Treball · ( Països Baixos)           | Març de 1980           | Maig de 1987           |
|           | Vítor Constâncio     | Partit Socialista · ( Portugal)                 | Maig de 1987           | Febrer de 1989         |
|           | Guy Spitaels         | Partit Socialista · ( Bèlgica)                  | Febrer de 1989         | Maig de 1992           |
|           | Willy Claes          | Partit Socialista - Diferent · ( Bèlgica)       | Maig de 1992           | Octubre de 1994        |
|           | Rudolf Scharping     | Partit Socialdemòcrata d'Alemanya · ( Alemanya) | Març de 1995           | Maig de 2001           |
|           | Robin Cook           | Partit Laborista · ( Regne Unit)                | Maig de 2001           | 24 d'abril de 2004     |
|           | Poul Nyrup Rasmussen | Partit Socialdemòcrata · ( Dinamarca)           | 24 d'abril de 2004     | 24 de novembre de 2011 |
|           | Serguei Staníxev     | Partit Socialista Búlgar · ( Bulgària)          | 24 de novembre de 2011 | 14 d'octubre de 2022   |
|           | Stefan Löfven        | Partit Socialdemòcrata de Suècia · ( Suècia)    | 14 d'octubre de 2022   | actualitat             |

## Prioritats polítiques

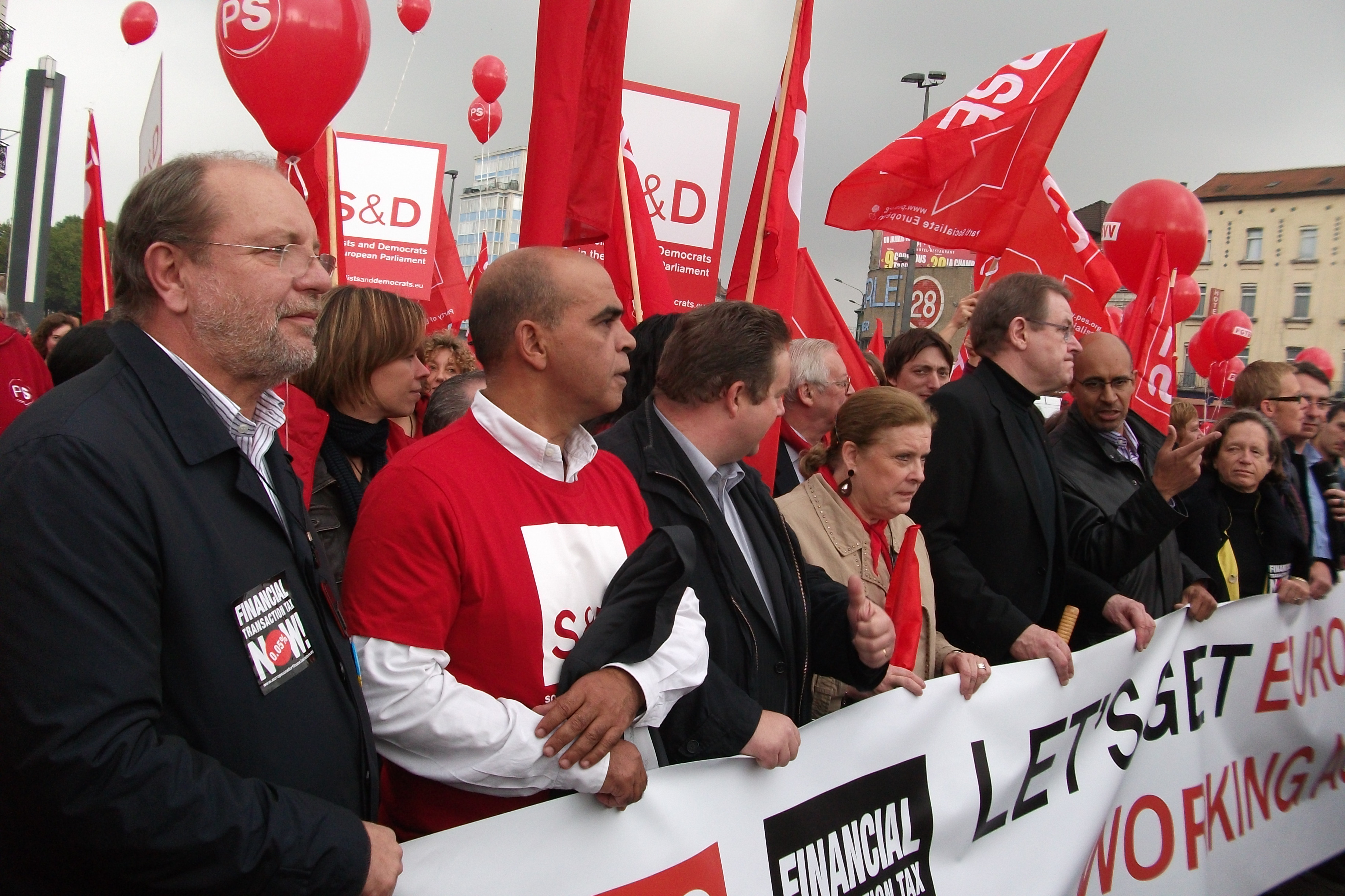
Manifestació a Brussel·les l'any 2010 amb la presència de personalitats i militants del PSE.

El Partit dels Socialistes Europeus marca les seves línies polítiques als Congressos i Consells de la formació. Durant el Consell celebrat el 2013 a Sofia, el partit va acordar el programa fonamental del PSE "amb els valors comuns de democràcia, igualtat i solidaritat", mentre que els manifestos electorals s'aproven l'any d'eleccions al Parlament Europeu als Congressos del partit. El darrer Manifest del Partit dels Socialistes Europeus, per les Eleccions al Parlament Europeu de 2009, es va aprovar al Congrés de Madrid de 2019.

### Programa fonamental
El programa fonamental del Partit dels Socialistes Europeus té com a base la història i els valors de la família socialista europea, que segons el mateix document "ha vençut a guerres, dictadures i totalitarisme", apostant per la unió de les persones i els països que formen la Unió Europea, un projecte "d'esperança per a tots els europeus", adaptats al segle xxi.
El document es basa en 3 grans blocs temàtics:
- Una nova economia política: amb l'objectiu de redefinir el projecte polític, social i econòmic d'Europa, marcant la base del projecte europeu com a social i no únicament econòmic, apostant per una contenció del capitalisme financer i un creixement sostenible que lluiti contra les desigualtats.
- Un nou pacte social per a Europa: una aposta per l'enfortiment de l'Estat del benestar, amb una societat justa i sostenible, per la igualtat de gènere, per una educació de qualitat i per una ocupació i uns salaris dignes.
- Una Unió de la Solidaritat: sota el lema "Junts som més forts", plantegen una Unió Europea que lluiti contra l'extremisme, la discriminació i la xenofòbia, que aposti per la convergència i la cohesió amb unes normes socials comunes i un desenvolupament sostenible. També inclou un programa sobre intervenció exterior perquè la Unió sigui "avantguarda de la pau i la justícia social mundial".

### Manifest electoral
El manifest electoral del PSE per a les eleccions europees de 2019 es titula "Un nou contracte social per a Europa", amb l'objectiu que la Unió Europea serveixi millor a la ciutadania. Consideren que els partits socialistes europeus han de "vetllar pel benestar de la ciutadania i garantir el progrés social i ecològic, sense deixar enrere a cap persona ni a cap territori en les transicions digital i ecològica". Aposten també per un model circular de producció i consum que respecti els límits del planeta.
El programa es basa en 7 eixos:
- Una Europa d'igualtat i justícia: amb la lluita contra la desigualtat social i una aposta per l'ocupació digna.
- Una Europa de solidaritat per a la majoria, no per a una minoria: amb un nou model econòmic més social i de lluita contra l'evasió fiscal.
- Una Europa sostenible que protegeixi el nostre planeta: amb la transició productiva cap a un model més verd, les mesures de medi ambient i l'Agenda 2030.
- Una Europa lliure i democràtica: amb les bases per a una Unió més democràtica.
- Una Europa feminista amb iguals drets per a tots i totes: amb les mesures en favor de la igualtat de gènere i els drets de les persones LGBT.
- Una Europa progressista amb un pla per a la joventut: amb les mesures en favor de la infància i els joves.
- Una Europa forta i unida que promogui un món millor: amb les mesures per a una major integració europea i una acció comuna internacional.

## Governança
El PSE opera com una associació internacional sense ànim de lucre segons la llei belga. Els estatuts del Partit dels Socialistes Europeus (PES Statutes) s'han modificat diverses vegades, sent la darrera versió l'aprovada al Congrés de Lisboa de 2018.
L'organització interna del Partit dels Socialistes Europeus es compon de quatre estaments estatutaris: la Presidència, el Congrés, el Consell i la Conferència de Líders.

### Presidència
La gestió del PSE entre congressos és potestat del president, els vicepresidents i la Presidència que es reuneix regularment, cada dos o quatre mesos. La Presidència està formada pel president (que presideix les reunions), els vicepresidents, un representant de cada membre de ple dret, un representant de cada organització membre de ple dret, el secretari general, el tresorer del partit i el president de l'Aliança Progressista de Socialistes i Demòcrates en el Parlament Europeu. També formen part de les reunions un representant per partit o organització associat i el president del Parlament Europeu, si és membre d'un partit del PSE.
El 8 de desembre de 2019, el Congrés del PSE va escollir Serguei Staníxev com a president, Iratxe García Pérez com a primera vicepresidenta, Katarina Neved'lova, Francisco André i Heléne Fritzon com a vicepresidents, Ruairi Quinn com a tresorer i Achim Post com a secretari general.
El 14 d'octubre de 2022 el partit va elegir Stefan Löfven com a president del partit, Iratxe García Pérez com a primera vicepresidenta, Katarina Barley, Francisco André, Tanja Fajon, Victor Negrescu, Kati Piri, Andrzej Szejna i Radmila Šekerinska com a vicepresidents, Caroline Gennez com a tresorera i Achim Post va seguir com a secretari general.

### Congrés

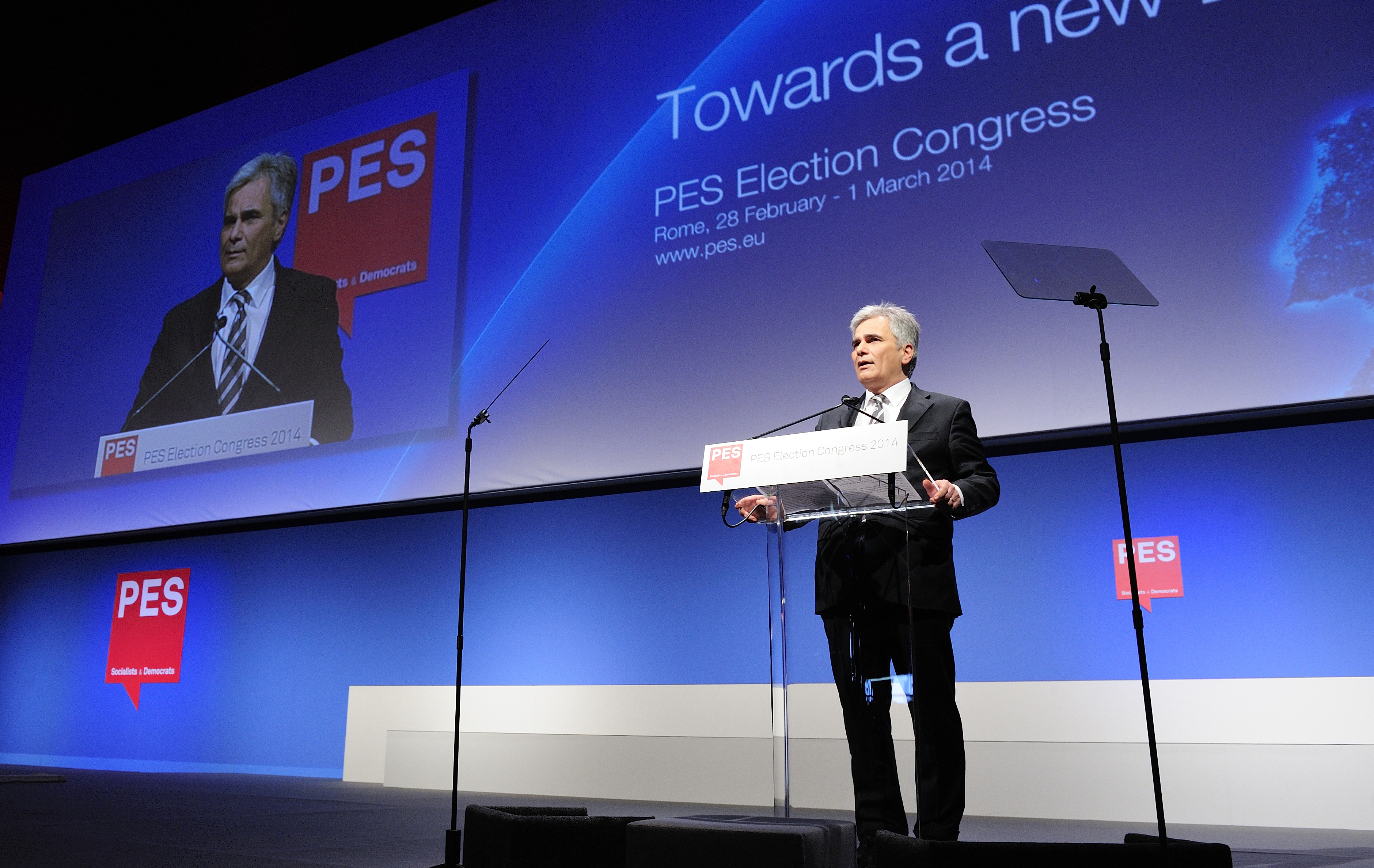
Werner Faymann intervé el 2014 al Congrés del PSE de Roma.

El Congrés del PSE és qui marca les línies polítiques del partit a escala europea, així com escollir els lideratges del Partit dels Socialistes Europeus. També és l'òrgan encarregat de definir i aprovar el Manifest Electoral per les Eleccions al Parlament Europeu, així com el candidat comú per la presidència de la Comissió Europea, denominant al mateix com a congrés electoral.
Els Congressos del PSE celebrats han sigut:
- Roma, 2024 (Congrés electoral).
- Málaga, 2023.
- Berlín, 2022.
- Madrid, 2019 (Congrés electoral).
- Lisboa, 2018.
- Budapest, 2015.
- Roma, 2014 (Congrés electoral).
- Brussel·les, 2012.
- Praga, 2009 (Congrés electoral).
- Porto, 2006.
- Brussel·les, 2004 (Congrés electoral).
- Berlín, 2001.
- Milà, 1999.
- Malmö, 1997.
- Barcelona, 1995.
- La Haia, 1992.

### Consell
El Consell és el lloc on es debaten les prioritats polítiques del Partit dels Socialistes Europeus. Es reuneix cada any, tret que hi hagi un Congrés, i reuneix uns 500 participants, inclosos els líders del PSE, delegats dels partits i organitzacions membres i observadors, convidats internacionals i -des de 2006- activistes del Partit dels Socialistes Europeus.
Els Consells del PSE celebrats han sigut:
- Brussel·les, 2021.
- Lisboa, 2017.
- Praga, 2016.
- Sofia, 2013.
- Brussel·les, 2011.
- Varsòvia, 2010.
- Madrid, 2008.
- Sofia, 2007.
- Viena, 2005.

### Conferència de Líders
Amb una periodicitat mínima de dues vegades l'any, la Presidència del PSE es reuneix amb els líders dels partits membres, inclosos primers ministres o presidents de diversos governs, així com a representants de les organitzacions membres. A més, també són convidats el president del Parlament Europeu, el president de la Comissió Europea i al primer vicepresident del Comitè de les Regions, si són membres del PSE. L'objectiu de la reunió és adoptar resolucions i recomanacions per al partit i els membres d'aquest.

## Institucions europees
El Partit dels Socialistes Europeus és un dels principals partits de la Unió Europea i és el segon amb més força dins el Consell Europeu.

### Consell Europeu
El Partit dels Socialistes Europeus té cinc caps d'Estat o de Govern, dels 27 que assisteixen a les cimeres del Consell Europeu.
| Estat     | Representant      | Càrrec           | Partit Polític                    | Data d'entrada         |      |
| --------- | ----------------- | ---------------- | --------------------------------- | ---------------------- | ---- |
| Alemanya  | Olaf Scholz       | Canceller        | Partit Socialdemòcrata d'Alemanya | 8 de desembre de 2021  |      |
| Dinamarca | Mette Frederiksen | Primera ministra | Socialdemòcrates                  | 27 de juny de 2019     |      |
| Espanya   | Pedro Sánchez     | President        | Partit Socialista Obrer Espanyol  | 7 de gener de 2020     | 100x |
| Malta     | Robert Abela      | Primer ministre  | Partit Laborista                  | 13 de gener de 2020    |      |
| Portugal  | António Costa     | Primer ministre  | Partit Socialista                 | 26 de novembre de 2015 |      |

### Comissió Europea
Després de la victòria del Partit Popular Europeu a les eleccions al Parlament Europeu de 2019, l'alemanya Ursula von der Leyen va ser nominada pel partit com a presidenta de la Comissió. Va ser recolzada pel Consell Europeu i triada per majoria absoluta en el Parlament Europeu. L'1 de desembre de 2019 la Comissió von der Leyen va assumir oficialment el càrrec. Inclou a 8 titulars del PPE de 27 comissaris europeus.
| Estat      | Comissionat      | Càrrec | Partit polític                      |  |
| ---------- | ---------------- | --- | ----------------------------------- |  |
| Espanya    | Josep Borrell    | Vicepresident Alt representant de la Unió Europea per a Afers exteriors i Política de Seguretat Una Europa més forta en el món | Partit Socialista Obrer Espanyol    |  |
| Eslovàquia | Maroš Šefčovič   | Vicepresident executiu Pacte Verd Europeu Relacions Interinstitucionals i Prospectiva                                          | Direcció - Socialdemocràcia         |  |
| Finlàndia  | Jutta Urpilainen | Associacions Internacionals | Partit Socialdemòcrata de Finlàndia |  |
| Itàlia     | Paolo Gentiloni  | Economia | Partit Democràtic                   |  |
| Luxemburg  | Nicolas Schmit   | Ocupació i Drets Socials | Partit Socialista dels Treballadors |  |
| Malta      | Helena Dalli     | Igualtat | Partit Laborista                    |  |
| Portugal   | Elisa Ferreira   | Cohesió i Reformes | Partit Socialista                   |  |
| Suècia     | Ylva Johansson   | Assumptes Interns | Partit Socialdemòcrata de Suècia    |  |

### Parlament Europeu
El PSE forma part del segon grup més gran del Parlament Europeu: l'Aliança Progressista de Socialistes i Demòcrates. Tots els eurodiputats triats en llistes de partits membre del Partit dels Socialistes Europeus han de tenir l'Aliança com a grup referent. El grup està presidit per l'eurodiputada espanyola Iratxe García des de l'any 2019.

### Comitè Europeu de les Regions
El Partit dels Socialistes Europeus també té grup polític a l'Assemblea Parlamentària del Comitè de les Regions, sent el segon grup de la cambra, que inclouen presidents de governs regionals, alcaldes i membres de consells municipals dels 27 estats membre. El Grup PSE té com a president al francès Christophe Rouillon, alcalde de Coulaines.

## Més enllà de la Unió Europea
El Partit dels Socialistes Europeus té presència més enllà de la Unió Europea, especialment amb els seus partits membres i associats, i presència en altres cambres com el Consell d'Europa, l'Organització per a la Seguretat i la Cooperació a Europa o l'Assemblea Parlamentària de l'OTAN.

### Països de fora de la Unió Europea
El Partit dels Socialistes Europeus té membres de ple dret i associats a diversos països de fora de la Unió Europea, a tot el continent europeu i a l'àmbit d'influència mediterrani, i te el control de tres governs.
| Estat   | Representant     | Càrrec          | Partit polític              | Data d'entrada         |  |
| ------- | ---------------- | --------------- | --------------------------- | ---------------------- |  |
| Albània | Edi Rama         | Primer ministre | Partit Socialista d'Albània | 15 de setembre de 2015 |  |
| Kosovo  | Albin Kurti      | Primer ministre | Autodeterminació!           | 22 de març de 2021     |  |
| Noruega | Jonas Gahr Støre | Primer ministre | Partit Laborista            | 14 d'octubre de 2021   |  |

### Consell d'Europa
Els partits membre del Partit dels Socialistes Europeus, formen part del Grup dels Socialistes, Demòcrates i Verds a l'Assemblea Parlamentària del Consell d'Europa, al costat de partits integrants del Partit Verd Europeu i altres d'independents de tendències socialdemòcrates, progressistes i ecologistes. El grup està liderat per l'alemany Frank Schawbe, diputat del Bundestag.

### Organització per a la Seguretat i la Cooperació a Europa
Els partits membre del Partit dels Socialistes Europeus, formen part del Grup Socialista a l'assemblea parlamentària de l'Organització per a la Seguretat i la Cooperació a Europa junt amb partits socialdemòcrates d'Estats participant a l'OSCE. El grup està liderat per l'alemanya Doris Barnett, diputada al Bundestag pel Partit Socialdemòcrata d'Alemanya.

### Organització del Tractat de l'Atlàntic Nord
El Grup Socialista és un dels grups parlamentaris de l'Assemblea Parlamentària de l'OTAN. Està format per membres de partits socialdemòcrates d'Estats membres de l'OTAN, que són membres dels parlaments nacionals dels seus països, entre ells els partits membre del Partit dels Socialistes Europeus. És un dels dos principals grups polítics de l'Assemblea, juntament amb el Grup del Partit Popular Europeu i Membres Associats.

### Associacions globals
El Partit dels Socialistes Europeus també és membre d'altres associacions internacionals socialdemòcrates, com són la Internacional Socialista i l'Aliança dels Progressistes, així com a les seves organitzacions juvenils (Unió Internacional de Joves Socialistes), de dones (Internacional Socialista de les Dones), etc.

## Fundació Europea d'Estudis Progressistes
La Fundació Europea d'Estudis Progressistes (FEPS) és el laboratori d'idees oficial del Partit dels Socialistes Europeus. La seva missió és desenvolupar una recerca innovadora, assessorar políticament als partits socialdemòcrates d'Europa, formar i generar debats i informar de les polítiques progressistes a tot el continent, a més de generar reflexió per facilitar l'aparició de respostes progressistes als reptes als quals s'enfronta la Unió Europea.
Actualment la xarxa de la Fundació Europea d'Estudis Progressistes compta amb 68 organitzacions membre, dels que 43 són de ple dret, 20 observadors i 5 son ex-officio. Entre els membres figuren les principals fundacions dels partits membre del Partit dels Socialistes Europeus, entre elles la Fundació Jean-Jaurès de França, les fundacions Pablo Iglesias i Felipe González d'Espanya o el Centre Progressista i la Fundació Friedrich Ebert d'Alemanya, així com l'associació europea Solidar i, com a ex-officio, el PSE, les seves joventuts, l'entitat Dones PES i els Grups Parlamentaris del Parlament Europeu i el Consell Europeu.

## Membres
Els estatuts del Partit dels Socialistes Europeus defineix que el nombre de membres és il·limitat, però no pot ser inferior a tres, i els agrupa en tres categories: partits i organitzacions plenes, partits i organitzacions associades i partits i organitzacions observadores. Tots els membres han de compartir i complir les idees i objectius del PSE per formar part de l'organització.

### Partits de la Unió Europea
El Partit dels Socialistes Europeus té 33 partits membres plens de tots els estats de la Unió Europea, 13 partits com a associats i el Partit Socialdemòcrata Obrer Letó i 16 com a observadors.
| Estat         | Nom (català)                                    | Nom (llengua del país)                                             | abr.    | Eurodiputats (2021) | Eurodiputats (2024) | +/- |
| ------------- | ----------------------------------------------- | ------------------------------------------------------------------ | ------- | ------------------- | ------------------- | --- |
| Alemanya      | Partit Socialdemòcrata d'Alemanya               | Sozialdemokratische Partei Deutschlands                            | SPD     | 16 / 96             | 14 / 96             | ▲2  |
| Àustria       | Partit Socialdemòcrata d'Àustria                | Sozialdemokratische Partei Österreichs                             | SPÖ     | 5 / 19              |                     |     |
| Bèlgica       | Partit Socialista                               | Parti Socialiste                                                   | PS      | 1 / 21              |                     |     |
| Bèlgica       | Endavant                                        | Vooruit                                                            | Vooruit | 1 / 21              |                     |     |
| Bulgària      | Partit dels Socialdemòcrates Búlgars (associat) | Партия Български социалдемократи Partija Balgarski Socialdemokrati | pBS     | 0 / 17              |                     |     |
| Bulgària      | Partit Socialista Búlgar                        | Българска социалистическа партия Balgarska Socialisticeska Partija | BSP     | 5 / 17              |                     |     |
| Croàcia       | Partit Socialdemòcrata de Croàcia               | Socijaldemokratska Partija Hrvatske                                | SDP     | 4 / 12              |                     |     |
| Dinamarca     | Socialdemòcrates                                | Socialdemokratiet                                                  | SD      | 3 / 14              |                     |     |
| Eslovàquia    | Direcció - Socialdemocràcia (suspès)            | Smer - Sociálna Demokracia                                         | Smer    | 2 / 14              |                     |     |
| Eslovàquia    | Veu - Socialdemocràcia (associat - suspès)      | Hlas - Sociálna Demokracia                                         | Hlas    | 0 / 14              |                     |     |
| Eslovènia     | Socialdemòcrates                                | Socialni Demokrati                                                 | SD      | 2 / 8               |                     |     |
| Espanya       | Partit Socialista Obrer Espanyol                | Partido Socialista Obrero Español                                  | PSOE    | 21 / 59             |                     |     |
| Estònia       | Partit Socialdemòcrata                          | Sotsiaaldemokraatlik Erakond                                       | SDE     | 2 / 7               |                     |     |
| Finlàndia     | Partit Socialdemòcrata de Finlàndia             | Suomen Sosialidemokraattinen Puolue                                | SDP     | 2 / 14              |                     |     |
| França        | Partit Socialista                               | Parti Socialiste                                                   | PS      | 3 / 79              |                     |     |
| Grècia        | Moviment Socialista Panhel·lènic                | Πανελλήνιο Σοσιαλιστικό Κίνημα Panellínio Sosialistikó Kínima      | PASOK   | 1 / 21              |                     |     |
| Hongria       | Coalició Democràtica                            | Demokratikus Koalíció                                              | DK      | 4 / 21              |                     |     |
| Hongria       | Partit Socialista Hongarès                      | Magyar Szocialista Párt                                            | MSZP    | 0 / 21              |                     |     |
| Irlanda       | Partit Laborista                                | Pairtí an Lucht Oibre Labour Party                                 | Lab     | 0 / 13              |                     |     |
| Itàlia        | Partit Democràtic                               | Partito Democratico                                                | PD      | 16 / 76             | 21 / 76             | ▲5  |
| Letònia       | Partit Socialdemòcrata «Harmonia»               | Sociāldemokrātiskā Partija „Saskaņa”                               | SDPS    | 1 / 8               |                     |     |
| Letònia       | Partit Socialdemòcrata Obrer Letó (observador)  | Latvijas Sociāldemokrātiskā Strādnieku Partija                     | LSDSP   | 0 / 8               |                     |     |
| Lituània      | Partit Socialdemòcrata de Lituània              | Lietuvos Socialdemokratų Partija                                   | LSDP    | 2 / 11              |                     |     |
| Luxemburg     | Partit Socialista dels Treballadors             | Lëtzebuerger Sozialistesch Arbechterpartei                         | LSAP    | 1 / 6               |                     |     |
| Malta         | Partit Laborista                                | Partit Laburista Maltese Labour Party                              | PL      | 4 / 6               |                     |     |
| Països Baixos | Partit del Treball                              | Partij van de Arbeid                                               | PvdA    | 6 / 29              |                     |     |
| Polònia       | Nova Esquerra                                   | Nowa Lewica                                                        | SLD     | 6 / 52              |                     |     |
| Portugal      | Partit Socialista                               | Partido Socialista                                                 | PS      | 9 / 21              |                     |     |
| Romania       | Partit Socialdemòcrata                          | Partidul Social Democrat                                           | PSD     | 7 / 33              |                     |     |
| Romania       | PRO Romania (Observador)                        | PRO Romania                                                        | PRO     | 1 / 33              |                     |     |
| Suècia        | Partit Socialdemòcrata de Suècia                | Sveriges Socialdemokratiska Arbetareparti                          | S       | 5 / 21              |                     |     |
| Txèquia       | Socialdemocràcia                                | Sociální demokracie                                                | SOCDEM  | 0 / 21              |                     |     |
| Xipre         | Moviment per la Socialdemocràcia                | Κίνημα Σοσιαλδημοκρατών Kinima Sosialdimokraton                    | EDEK    | 1 / 6               |                     |     |

### Partits de fora de la Unió Europea
El Partit dels Socialistes Europeus té 28 partits associats i observadors de 23 països d'Europa i la Mediterrània.
| Estat                | Nom (català)                                            | Nom (llengua del país) | abr.              | Estat      |
| -------------------- | ------------------------------------------------------- | --- | ----------------- | ---------- |
| Albània              | Partit Socialista d'Albània                             | Partia Socialiste e Shqipërisë | PS                | Associat   |
| Andorra              | Partit Socialdemòcrata d'Andorra                        | Partit Socialdemòcrata d'Andorra | PSD               | Observador |
| Armènia              | Federació Revolucionària Armènia                        | Հայ Յեղափոխական Դաշնակցութիւն Hay Heghapokhakan Daixnaktsutiun                                                                                           | ARF               | Observador |
| Belarús              | Assemblea Socialdemòcrata Bielorussa                    | Беларуская сацыял-дэмакратычная Грамада Bielaruskaja sacyjal-demakratyčnaja Hramada                                                                      | Hramada           | Observador |
| Belarús              | Partit Socialdemòcrata Bielorús (Assemblea Popular)     | Беларуская сацыял-дэмакратычная партыя (Народная Грамада) Bielaruskaja Sacyjal-Demakratyčnaja Partyja (Narodnaja Hramada)                                | Narodnaya Hramada | Observador |
| Bòsnia i Hercegovina | Partit Socialdemòcrata de Bòsnia i Hercegovina          | Socijaldemokratska Partija Bosne i Hercegovine | SDP               | Associat   |
| Egipte               | Partit Socialdemòcrata Egipci                           | الحزب المصرى الديمقراطى الاجتماعى al-Ḥizb al-Maṣrī al-Dimuqrāṭī al-Ijtmāʿī                                                                               | ESDP              | Associat   |
| Geòrgia              | Somni Georgià - Geòrgia Democràtica                     | ქართული ოცნება - დემოკრატიული საქართველო K'arte'uli ots'neba - demokratiuli Sak'arte'velo                                                                |                   | Observador |
| Islàndia             | Aliança Socialdemòcrata                                 | Samfylkingin | Samfylkingin      | Associat   |
| Israel               | Nou Moviment - Mérets                                   | התנועה החדשה מרצ ha-Tenuà ha-Hadaixà - Mérets | Mérets            | Observador |
| Israel               | Partit Laborista Israelià                               | מפלגת העבודה הישראלית Mifléguet ha-Avodà ha-Yisraelit | LP                | Observador |
| Kosovo               | Autodeterminació!                                       | Vetëvendosje |                   | Observador |
| Macedònia del Nord   | Unió Socialdemòcrata de Macedònia                       | Социјалдемократски Cојуз на Македонија Socijaldemokratski sojuz na Makedonija                                                                            | SDSM              | Associat   |
| Moldàvia             | Partit Social Demòcrata Europeu                         | Partidul Social Democrat European | PSDE              | Associat   |
| Montenegro           | Partit Democràtic dels Socialistes de Montenegro        | Демократска партија социјалиста Црне Горе Demokratska partija socijalista Crne Gore                                                                      | DPS               | Associat   |
| Montenegro           | Partit Socialdemòcrata de Montenegro                    | Социјалдемократска партија Црне Горе Socijaldemokratska Partija Crne Gore                                                                                | SDP               | Associat   |
| Marroc               | Unió Socialista de Forces Populars                      | الاتحاد الاشتراكي للقوات الشعبية Al-Ittihad Al-Ishtirakiy Lilqawat Al-Sha'abiyah ⵜⴰⵎⵓⵏⵜ ⵜⴰⵏⵎⵍⴰⵢⵜ ⵏⵉⵖⴰⵍⵍⵏ ⵉⴳⴷⵓⴷⴰⵏⵏ Union Socialiste des Forces Populaires | USFP              | Associat   |
| Noruega              | Partit Laborista                                        | Arbeiderpartiet | Ap                | Ple        |
| Palestina            | Moviment d'Alliberament Nacional Palestí                | حركة التحرير الوطني الفلسطيني Ḥarakat at-Taḥrīr al-Waṭanī al-Filasṭīnī                                                                                   | Fatah             | Observador |
| Regne Unit           | Partit Laborista                                        | Labour Party | Lab               | Ple        |
| Regne Unit           | Partit Socialdemòcrata i Laborista                      | Páirtí Sóisialta Daonlathach an Lucht Oibre Social Democratic and Labour Party                                                                           | SDLP              | Ple        |
| San Marino           | Partit dels Socialistes i Demòcrates                    | Partito dei Socialisti e dei Democratici | PSD               | Observador |
| Sèrbia               | Partit Democràtic                                       | Демократска странка Demokratska stranka | DS                | Associat   |
| Suïssa               | Partit Socialdemòcrata de Suïssa Partit Socialista Suís | Sozialdemokratische Partei der Schweiz Partida Socialdemocrata de la Svizra Parti socialiste suisse Partito Socialista Svizzero                          | PS                | Associat   |
| Tunísia              | Fòrum Democràtic per al Treball i les Llibertats        | التكتل الديمقراطي من أجل العمل والحريات At-Takattul Ad-Dīmuqrāṭī min ajl Al-‘Amal Wal-Ḥurriyyāt Forum démocratique pour le travail et les libertés       | Ettakatol         | Observador |
| Turquia              | Partit Democràtic del Poble                             | Partiya Demokratik a Gelan Halkların Demokratik Partisi                                                                                                  | HDP               | Associat   |
| Turquia              | Partit Republicà del Poble                              | Cumhuriyet Halk Partisi | CHP               | Associat   |
| Xipre del Nord       | Partit Republicà Turc                                   | Cumhuriyetçi Türk Partisi | CTP               | Observador |

### Organitzacions
A més dels partits polítics, al Partit dels Socialistes Europeus també tenen representació altres entitats d'àmbit superior als estats. Com a organitzacions membre formen part la Fundació d'Estudis Progressistes Europeus, les Joventuts Socialistes Europees, l'associació Dones PES i els grups parlamentaris de l'Aliança Progressista de Socialistes i Demòcrates al Parlament Europeu i el Grup PES al Comitè de les Regions.
Com a organitzacions associades formen part la Internacional Socialista, l'Aliança Progressista, l'associació europea Rosa de l'arc de Sant Martí i els grups parlamentaris socialistes de l'Assemblea Parlamentària del Consell d'Europa i de l'Organització per a la Seguretat i la Cooperació a Europa, i com a organitzacions observadores les internacionals Internacional Socialista de les Dones, Moviment Internacional Falcon - Internacional d'Educació Socialista, Unió Internacional de Joventuts Socialistes i Unió Socialdemòcrata Internacional per a l'Educació i les europees Fòrum Europeu per a la Democràcia i la Solidaritat, Comitè Mixt del Moviment Democràtic Social Nòrdic (SAMAK), PES Local (Representants Socialistes Locals a Europa), Organització Sènior Europea i Xarxa CEE per a Qüestions de Gènere.